# Jay Wright Forrester
Jay Wright Forrester (14. července 1918, Climax, Nebraska – 16. listopadu 2016) byl americký vědec a výzkumník, zakladatel systémové dynamiky a průkopník v oblasti kybernetiky a počítačů.
Vzdělání získal na MIT v oboru elektrické inženýrství. Během 40. a 50. let 20. století byl vedoucím projektu Whirlwind, z něhož vzešlo digitální záznamové zařízení, které se stalo předchůdcem RAM. Od roku 1956 se přesunul na Sloanovu školu managementu, kde byl emeritním profesorem.
Forrester je zakladatelem systémové dynamiky a autorem řady publikací o ní (první byly aplikované na oblasti průmyslu a poté urbanistiky, kterážto získala pozornost mnoha stavitelů měst). Později se setkal se zakladatelem Římského klubu a za jeho finanční pomoci prováděl s řadou vědců a jeho žáků výzkum ohledně trvalé udržitelnosti v globálním měřítku, projektované do budoucnosti.

## Uznání
Profesor Forrester byl držitelem ocenění IEEE Computer Pioneer Award (1982) a v roce 2006 vešel do Operational Research Hall of Fame.

## Dílo
- 1961: Industrial dynamics. Waltham, MA: Pegasus Communications.
- 1968: Principles of Systems, 2. ed. Pegasus Communications.
- 1969: Urban Dynamics. Pegasus Communications.
- 1973: World Dynamics. Pegasus Communications.
- 1975: Collected Papers of Jay W. Forrester. Pegasus Communications.